# Улица Бережного
Улица Бережно́го — улица в городе Новомосковске Тульской области. Располагается в центральной части города. Названа в честь Героя Социалистического Труда А. Д. Бережного, директора ремонтно-механического завода Новомосковского химкомбината, одного из первых строителей Бобриковского (Сталиногорского) химкомбината.

## История и расположение
Улица Почтовая появилась на карте города согласно первоначальному генплану застройки в 1930-х годах. На западе улица начинается от детского парка с детской железной дорогой. С запада на восток улицу пересекают улицы Берёзовая, Трудовые Резервы и Октябрьская. Справа примыкает улица Присягина. На востоке улица упирается в Московскую улицу.
В 1930-х годах вместе с первыми домами был построен водопровод. В начале улицы разместилось здание производственного управления водопроводно-канализационного хозяйства, а в конце — здание почты.
В 1969 году решением горисполкома, в целях увековечения памяти А. Д. Бережного, улица Почтовая была переименована в улицу имени Бережного.

## Здания и сооружения
По нечётной стороне:
- дом 1 — учебно-административный корпус Новомосковской детской железной дороги
- дом 9 — Новомосковский лицей
- центральный городской рынок
- в доме 19/35 жил основатель и первый директор Новомосковского института Российского химико-технологического университета им. Д. И. Менделеева, профессор, Почётный гражданин города Новомосковска Кириченко Эдуард Александрович[2]
- дом 23/25 — городская поликлиника № 1

По чётной стороне:
- дом 2 — городской водоканал
- дом 4 — логопедический интернат
- дом 12 — Новомосковский филиал Университета Российской академии образования
- дом 16 — лицей «Школа менеджеров»
- дом 18 — пожарная часть № 25
- дом 22 — центральная почта